# Mes parents cosmiques
Mes Parents Cosmiques (My Parents Are Aliens) est une série télévisée comique britannique en 106 épisodes de 23 minutes, créée par Andy Watts et diffusée entre le 8 novembre 1999 et le 18 décembre 2006 sur ITV1.
Au Québec, la série a été diffusée à partir du 31 août 2002 sur VRAK.TV, et en France sur Planète Juniors puis par la suite sur Télétoon+.

## Synopsis
Un couple d'extra-terrestres originaire de la planète Valux s'écrase malencontreusement sur Terre; heureusement pour eux, ils maîtrisent tous deux le "morphing" (même si Sophie a un peu de mal), donc ils pourront se faire passer plus facilement pour des humains; pour paraître plus crédibles, ils décident d'adopter des enfants.
Mais leur vie de famille ne sera pas très facile, car deux extra-terrestres qui n'ont aucune idée de la vie sur Terre et trois enfants ayant déjà été rejetés plusieurs fois de leurs familles d'accueil, ça ne fait pas bon ménage !

## Distribution

### Acteurs principaux
- Tony Gardner (en) : Brian Johnson
- Barbara Durkin (en) (VF : Elisabeth Fargeot) : Sophie Johnson (saisons 1 et 2)
- Carla Mendonça (en) (VF : Elisabeth Fargeot) : Sophie Johnson (saisons 3 à 8)
- Danielle McCormack (VF : Sylvie Jacob) : Melanie Barker (saisons 1 à 5, récurrente 6 et 7)
- Alex Kew (en) : Joshua Barker (saisons 1 à 5, récurrent 6 et 7)
- Charlotte Francis (VF : Joséphine Ropion) : Lucille Barker (saisons 1 à 5, récurrente 6 et 7)
- Jessica Woods : Jaq Bennett (saison 8)
- Daniel Feltham : Dan Bennett (saison 8)
- Katie Pearson : Becky Bennett (saison 8)
- Jake Young : Eddie Bennett (saison 8)

### Acteurs récurrents
- Patrick Niknejad : Pete Walker (saisons 1 à 7, 63 épisodes)
- Keith Warwick (en) (VF : Philippe Valmont) : Trent Clements (saisons 1 à 7, 60 épisodes)
- Jordan Maxwell : Frankie Perkins (saisons 3, 4, 6 et 7, 12 épisodes)
- Isabella Melling : Wendy Richardson (saisons 2 à 4, 6 et 7, 8 épisodes)
- Olisa Odele : CJ (saisons 6 et 7, 10 épisodes)
- Stephanie Fearon (en) : Harry (saison 7, 4 épisodes)

## Épisodes

### Première saison (1999)
1. Personne n'est parfait (No Body's Perfect)
2. L'Essentiel, c'est de participer (The Home Team)
3. Le Rendez-vous (The Date)
4. Une Vie de chien (It's a Dog's Life)
5. La Boîte à souvenirs (The Box)
6. La Métamorphose (The Makeover)

### Deuxième saison (2000)
1. Le Défi (The Challenge)
2. Le Petit Génie (The Genius)
3. Week-end sous la tante (The Holiday)
4. Wendy dort chez les aliens (The Sleepover)
5. Josh, cireur de pompe (The Bribe)
6. À Bas la Minijupe ! (Skirting the Issue)
7. Josh, le grand (El Presidente)
8. L'Anniversaire (The Family Way)
9. Le Premier Noël (Partie 1) (First Christmas: Part I)
10. Le Premier Noël (Partie 2) (First Christmas: Part II)

### Troisième saison (2001)
1. Nouveau look (Crazy for You)
2. La Guerre du jeu (When Swaps Go Bad)
3. Le Canard à l'orange (Enter the Duck)
4. Le Mariage (The Wedding)
5. Les Examens (Testing Times)
6. La Saint-Valentin (The Valentine)
7. Un Magicien hors pair (Magic Johnson)
8. Retour...Maison (Aliens Go Home)
9. Halloween (Halloween)
10. Howie (Howie)

### Quatrième saison (2002)
1. Le Cyber anniversaire (Textual Relations)
2. Masculin, Féminin (Part 1) (Beauty and the Breast (Part One))
3. Masculin, Féminin (Part 2) (Beauty and the Breast (Part Two))
4. La Vérité toute nue (The Naked Truth)
5. Un Rencard pour un maillot (Operation Date)
6. La Compagnie des rats (Rat’s Entertainment)
7. Le Patchwork (Fish Fingers)
8. Secrets en mensonges (Secrets and Lies)
9. Une Chance inouïe (Just My Luck)
10. Le Monde à l'envers (The Opposites)
11. À bras raccourcis (The Invosibibble Mam)
12. La Comédie musicale (The Musical)
13. Scout toujours prêt ! (Brian of the Brownies)

### Cinquième saison (2003)
1. Question d'âge (Age Concerns)
2. Fier comme un coq (Big Mother)
3. Cambriolages (Burglars Can't Be Choosers)
4. Le Roi Brian (King Brian)
5. La Guerre des boutons (Warts and All)
6. Échec aux maths (Educating Sophie)
7. Le Poisson d'avril (April Fools)
8. Les Roues de l'infortune (Part 1) (Wheels of Misfortune – Part One)
9. Les Roues de l'infortune (Part 2) (Wheels of Misfortune – Part Two)
10. Mel Superstar (Mel Barker Superstar)
11. Pygmalien (Pygmalien)
12. Sophie et ses 2 couffins (Smotherly Love)
13. Le Journal intime (Nappy Rash)

### Sixième saison (2004)
1. Super Brian (Super Brian)
2. Le Plaisir d'offrir (Le Freak C'est Chic)
3. Jeux Idiots (The Crying Game)
4. Joshferatu (Joshferatu)
5. Le Fils Idéal (Robojosh)
6. Un beau conte de fées (Melerella)
7. L'Arche de Brian (Brian's Ark)
8. Besoin d'amour (My Fair Mel)
9. Coller n'est pas jouer (Sticky Situations)
10. Brian tout puissant (Wrongs of Praise)
11. Liberté, Égalité, Alien (The Alienist)
12. Concours de danse (Dirty Dancing)
13. Les Filles à la barre (Fangs For The Mammaries)
14. Le Bulletin scolaire (Brian’s Eleven (Minus Eight))
15. La Lune, c'est un fromage (Help!)
16. Imitations (Anoraknophobia)
17. Sitcom (Oh Brian!)
18. Full Metal Sophie (Full Metal Sophie)
19. La Liste des enfants pas sages (Partie 1) (The Naughty List (Part One))
20. La Liste des enfants pas sages (Partie 2) (The Naughty List (Part Two))

### Septième saison (2005)
1. The Trouble with Harry
2. Prêt à Brian
3. Hotel Sophie
4. Hallowe'en Tales
5. Worst Aid
6. Sophie Ltd.
7. Million Dollar Harry
8. What the Romans Did for Brian?
9. The Love Bug
10. Snappy Families
11. Goodbye Mr Flips
12. Wrestlemaniac
13. A Chocolips Now!
14. The Tail of the Knitted Map
15. Neighbourns from Hell
16. Fools of a Feather
17. Meet and Two Veg
18. Hot Gossip
19. House Swarming Party
20. Thanks for all the Earthworm Custard

### Huitième saison (2006)
1. Meteor Parents
2. Ship of Freinds
3. Spies and Dolls
4. The Babysitter
5. Home Is Where the Dart Is
6. Abandon Chip!
7. Rain Stops Play
8. Becky the Freak
9. The Great Cake Robbery
10. Lord of the Bling
11. Dan the Man
12. The Plague
13. Big Head
14. Winter Blunderland